# Muntra musikanter (1932)
Muntra musikanter är en svensk komedifilm från 1932 i regi av Theodor Berthels och Weyler Hildebrand. I huvudrollerna ses Fridolf Rhudin och Weyler Hildebrand.

## Om filmen
Filmen premiärvisades 19 november 1932 på biograferna Astoria och Plaza i Stockholm. Den spelades in vid AB Irefilms ateljé i Stockholm med exteriörer från Uppsala och Djurgården av Ernst Westerberg. Filmen har visats vid ett flertal tillfällen i SVT.

## Rollista i urval
- Fridolf Rhudin – Fridolf Svensson, gårdsmusikant
- Weyler Hildebrand – Julius Göransson, gårdsmusikant
- Mary Gräber – tant Maria
- Ulla Sorbon – Eva, Marias systerdotter
- Anna Olin – Beda Blomberg
- Lasse Dahlqvist – Erik Blomberg, Bedas son, juris studerande
- Georg Blomstedt – Oskar, stadsfiskal i Östköping
- Isa Quensel – Margit, stadsfiskalens dotter
- Hartwig Fock – borgmästare i Östköping
- John Melin – poliskonstapel i Östköping
- Naemi Briese – flicka i tobaksaffären
- Victoria Lindblad-Ekman – fru Lindberg, dam vid mottagningen
- Anna-Lisa Fröberg – postmästarinnan vid mottagningen
- Valdemar Bentzen – landstormskapten vid mottagningen
- Anna-Stina Wåglund – servitris på matserveringen
- Jullan Jonsson – matserveringens föreståndarinna
- Lilly Kjellström – dam på gården i Uppsala

## Musik i filmen
- Jag får tacka för det som har varit, kompositör Fred Winter, sång Weyler Hildebrand och Fridolf Rhudin
- När vi far ifrån gård till gård, kompositör Fred Winter, sång Weyler Hildebrand och Fridolf Rhudin
- Sjungom studentens lyckliga dag (Studentsång), kompositör Prins Gustaf, text Herman Sätherberg
- Gaudeamus igitur, latinsk text C.W. Kindleben, musikarrangör Erik Baumann, instrumental.
- Längtan till landet (Vintern rasat ut), kompositör Otto Lindblad, text Herman Sätherberg
- Hej, tomtegubbar, framförs på piano av Lasse Dahlqvist
- Vårsång (Glad såsom fågeln i morgonstunden), kompositör Prins Gustaf, text Herman Sätherberg, sång Weyler Hildebrand, Fridolf Rhudin, Lasse Dahlquist och Holger Sjöberg
- Bä, bä, vita lamm , kompositör Alice Tegnér, text August Strindberg efter barnramsan Ba, Ba, Black Sheep. frmförs klinkande på piano av Fridolf Rhudin
- Längtan, kompositör Erik Baumann, instrumental.
- Preludium, kompositör Armas Järnefelt, instrumental.
- Blott en vagabond, kompositör Fred Winter, sång Weyler Hildebrand
- Hyllningshymn, kompositör Fred Winter, instrumental.
- Björneborgarnas marsch (Porilaisten marssi), kompositör Christian Fredrik Kress, svensk text Johan Ludvig Runeberg, instrumental.
- En serenata från Rio de la Plata, kompositör Ernst Schleich, text Sverker Ahde, sång Weyler Hildebrand
- Udden står och sover, sång Weyler Hildebrand
- Dit våra drömmar gå, kompositör Ejnar Westling, instrumental.